# Oberbek
Die Oberbek ist ein Fließgewässer in der Mecklenburgischen Seenplatte im Landkreis Mecklenburgische Seenplatte in Mecklenburg-Vorpommern. Sie verbindet den Vilzsee mit dem Rätzsee und gehört dem weitläufigen Fluss- und Seensystem der Oberen Havel an.
Die Oberbek entfließt bei Fleeth dem äußersten östlichen Teil des Vilzsees und mündet in den südlichen Teil des Rätzsees. Sie ist bis zur Fleether Mühle uneingeschränkt befahrbar. Im Bereich der Fleether Mühle unterbricht ein Wehr die Schiffbarkeit. Wenige Meter nördlich der Fleether Mühle ist die Oberbek in Richtung Rätzsee wieder befahrbar, für den motorisierten Verkehr aber gesperrt.